# Fingersicherheit
Fingersicherheit ist eine Eigenschaft technischer Geräte oder anderer Vorrichtungen.
Ein Gerät ist fingersicher, wenn es einem Kind und auch einem normalen Erwachsenen unmöglich ist, die eigenen Finger in gefährliche Bereiche des betreffenden Gerätes zu stecken. Bei der Gefahr kann es sich beispielsweise um unter elektrischer Spannung stehende Teile oder um sich schnell bewegende Teile handeln. Gefahren, bei denen man sich unter Umständen lebensgefährlich verletzen kann.
Fingersicher sind beispielsweise verschiedene Steckertypen (deutscher Schukostecker Typ F, britischer Stecker-Typ G, Schweizer SEV-1011-System nach der Norm 2011, nicht aber nach der alten Norm 1998).

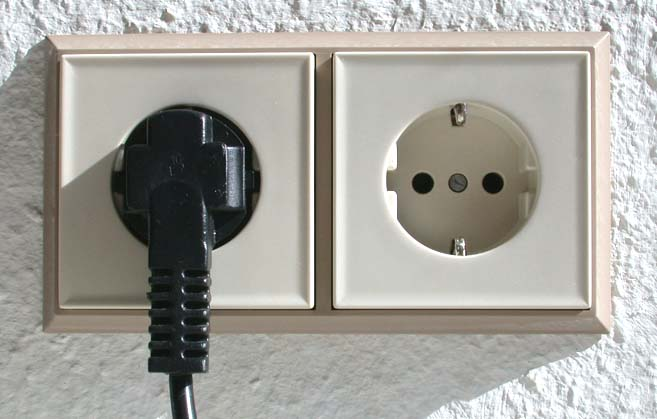
Der Schuko gilt wegen der Vertiefung vor den Kontakten als fingersicher.
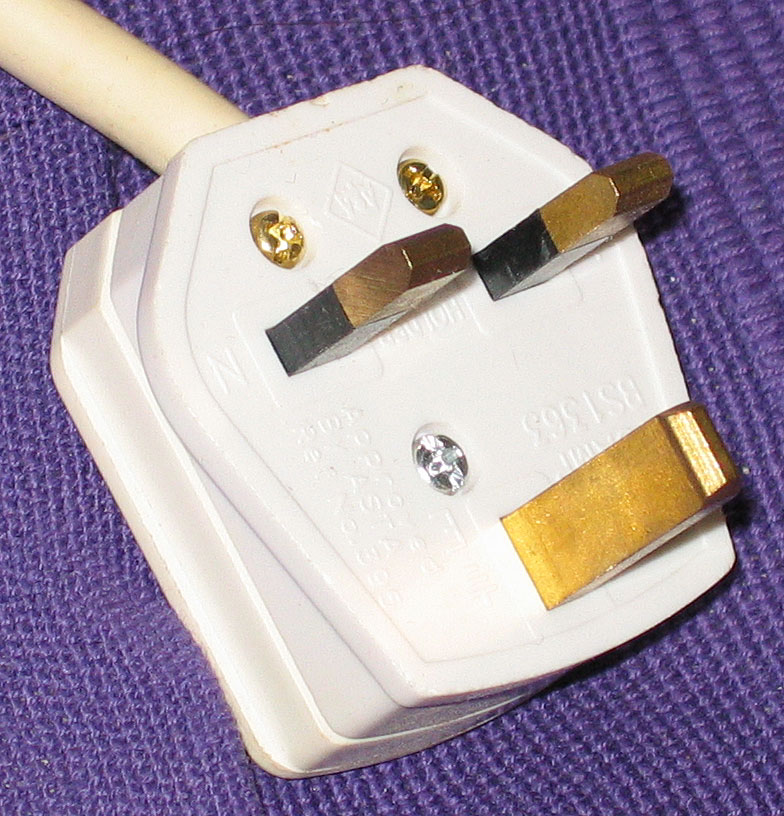
Der hier gezeigte Stecker BS 1363 verfügt zur Erhöhung der Fingersicherheit über am unteren Ende isolierte Kontaktstifte.
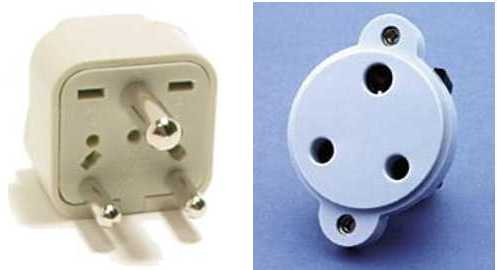
Der hier gezeigte Stecker-Typ D ist durch die unisolierten Kontaktstifte und den flachen Bau der Steckdose nicht fingersicher.
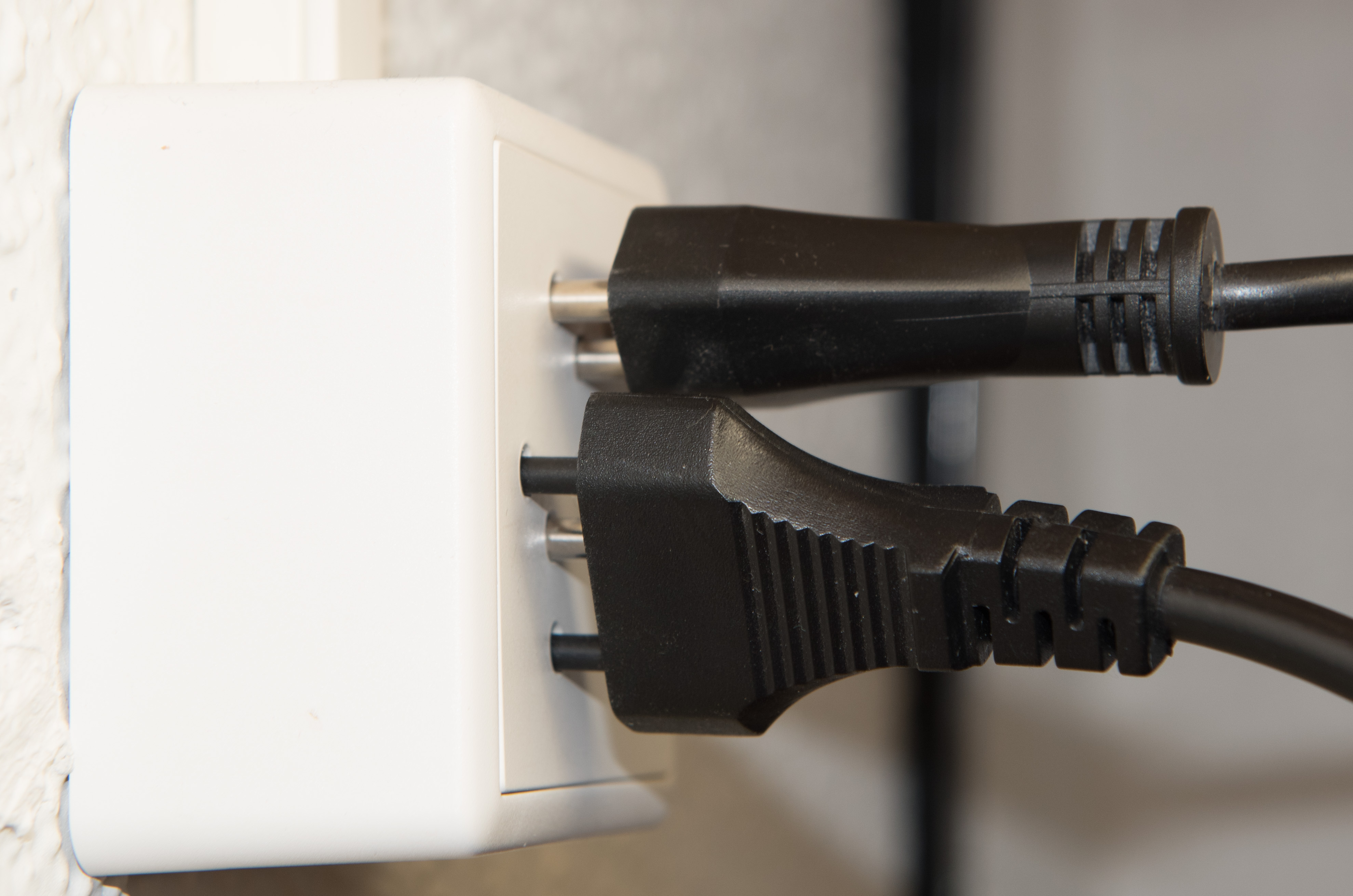
SEV-1011-Stecker, oben nach der Norm 1998 (nicht fingersicher), unten nach der Norm 2011 (fingersicher). Steckdosen ohne Schutzkragen (nicht fingersicher), seit 2017 verboten